# Weezer
Weezer er en amerikansk rockgruppe dannet i 1992 i Los Angeles. Siden 2001 har bandet bestået af Rivers Cuomo (forsanger, guitar, keyboard), Brian Bell (guitar, keyboard, støttevokal), Patrick Wilson (trommer) og Scott Shriner (bas, støttevokal, keyboard). Cuomo og Wilson var begge med til at stifte gruppen.
Weezer slog sig sammen med pladefirmaet Geffen Records i 1993 og debuterede med albummet Weezer (senere kendt som The Blue Album) i 1994 til stor succes. Gruppens andet album Pinkerton (1996) havde en hård, mere dyster tone end bandets debut, og var både et kritisk og kommercielt flop. På trods af dette, har albummet senere opnået kultstatus. I dag bliver både Weezer og Pinkerton ofte nævnt på lister over de bedste album fra 90'erne.

## Baggrund
Weezer blev stiftet i 1992 af Rivers Cuomo (forsanger, guitar), Patrick Wilson (trommer), Matt Sharp (bas, støttevokal) og Jason Cropper (guitar, støttevokal). Gruppen indspillede en demo,The Kitchen Tape, som blev hørt af Todd Sullivan af Geffen Records der signede dem i 1993.
Cropper blev senere fyret under indspilningen af Weezer (Blue Album), og erstattet af gruppens nuværende guitarist Brian Bell. Matt Sharp efterlod bandet i 1998 grundet mangel af kommunikation mellem medlemmerne og blev erstattet af Mikey Welsh. Welsh efterlod bandet i 2001 grundet mentalt helbred og blev erstattet med bandets nuværende bassist Scott Shriner.
Gruppen blev opsagt af deres ellers trofaste pladeselskab Geffen Records i 2009, og skrev derefter kontrakt med det mindre og uafhængige pladeselskab Epitaph.

## Diskografi
| Titel                                 | Udgivelsdato |
| ------------------------------------- | ------------ |
| Blue Album (Weezer)                   | 1994         |
| Pinkerton                             | 1996         |
| Green Album (Weezer                   | 2001         |
| Maladroit                             | 2002         |
| Make Believe                          | 2005         |
| Red Album (Weezer)                    | 2008         |
| Radtitude                             | 2009         |
| Hurley                                | 2010         |
| Everything Will Be Alright in the End | 2014         |
| White Album (Weezer)                  | 2016         |
| Pacific daydream                      | 2017         |
| Teal Album (Weezer)                   | 2019         |
| Black Album (Weezer)                  | 2019         |
| Ok Human                              | 2021         |
| Van Weezer                            | 2021         |
| SZNZ: Spring                          | 2022         |
| SZNZ: Summer                          | 2022         |
| SZNZ: Autum                           | 2022         |
| SZNZ: Winter                          | 2022         |